# Роттердамський філармонічний оркестр

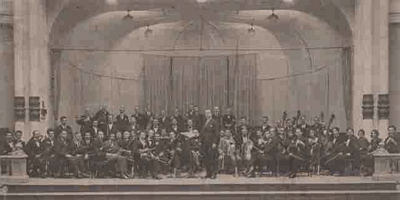
Роттердамський філармонічний оркестр (1923)

Роттердамський філармонічний оркестр (нід. Rotterdams Philharmonisch Orkest) — симфонічний оркестр, що базується в концертному залі De Doelen в Роттердамі. Також бере участь у постановках  Нідерландської опери.
Був заснований в 1918 році як «Товариство спільної творчої практики професійних музикантів» (нід. Genootschap van Beroepsmusici tot Onderlinge Kunstbeoefening) — закритий клуб, призначений для приватного музикування, не націленого на отримання прибутку. Закриті концерти з серйозним репертуаром стали для об'єднаних музикантів противагою їх повсякденній роботі, пов'язаної переважно з грою заради заробітку в кінотеатрах, казино і ресторанах. Головним ініціатором створення Товариства став скрипаль Жюль Загвейн, що зайняв позицію першого концертмейстера; першим керівником став Віллем Фельцер.
Поступово Товариство розпочало давати й публічні концерти, а в 1935 оркестр перейшов у міську власність. Тоді ж був побудований концертний зал De Doelen, зруйнований в ході бомбардування Роттердама в 1940 році силами люфтваффе. Нова будівля була зведена тільки в 1966 році.

## Список головних диригентів
- Віллем Фельцер (1918-1928)
- Олександр Шмуллер (1928-1930)
- Едуард Фліпсе (1930-1962)
- Франц Пауль Деккер (1962-1967)
- Жан Фурне (1968-1973)
- Едо де Варт (1973-1979)
- Давид Зінман (1979-1982)
- Джеймс Конлон (1983-1991)
- Джеффрі Тейт (1991-1995)
- Валерій Гергієв (1995-2008)
- Яннік Незе-Сеген (з 2008)